# Michel-Étienne Turgot
Pour les articles homonymes, voir Turgot (homonymie).
 (août 2019).
Si vous disposez d'ouvrages ou d'articles de référence ou si vous connaissez des sites web de qualité traitant du thème abordé ici, merci de compléter l'article en donnant les références utiles à sa vérifiabilité et en les liant à la section « Notes et références ».
Michel-Étienne Turgot, marquis de Sousmont, seigneur de Bons, Ussy, Brucourt, est un magistrat français né le 9 juin 1690 et mort le 1er février 1751. Il est prévôt des marchands de Paris de 1729 à 1740. Son nom est attaché à l'un des plus célèbres plans de Paris : le plan de Turgot.

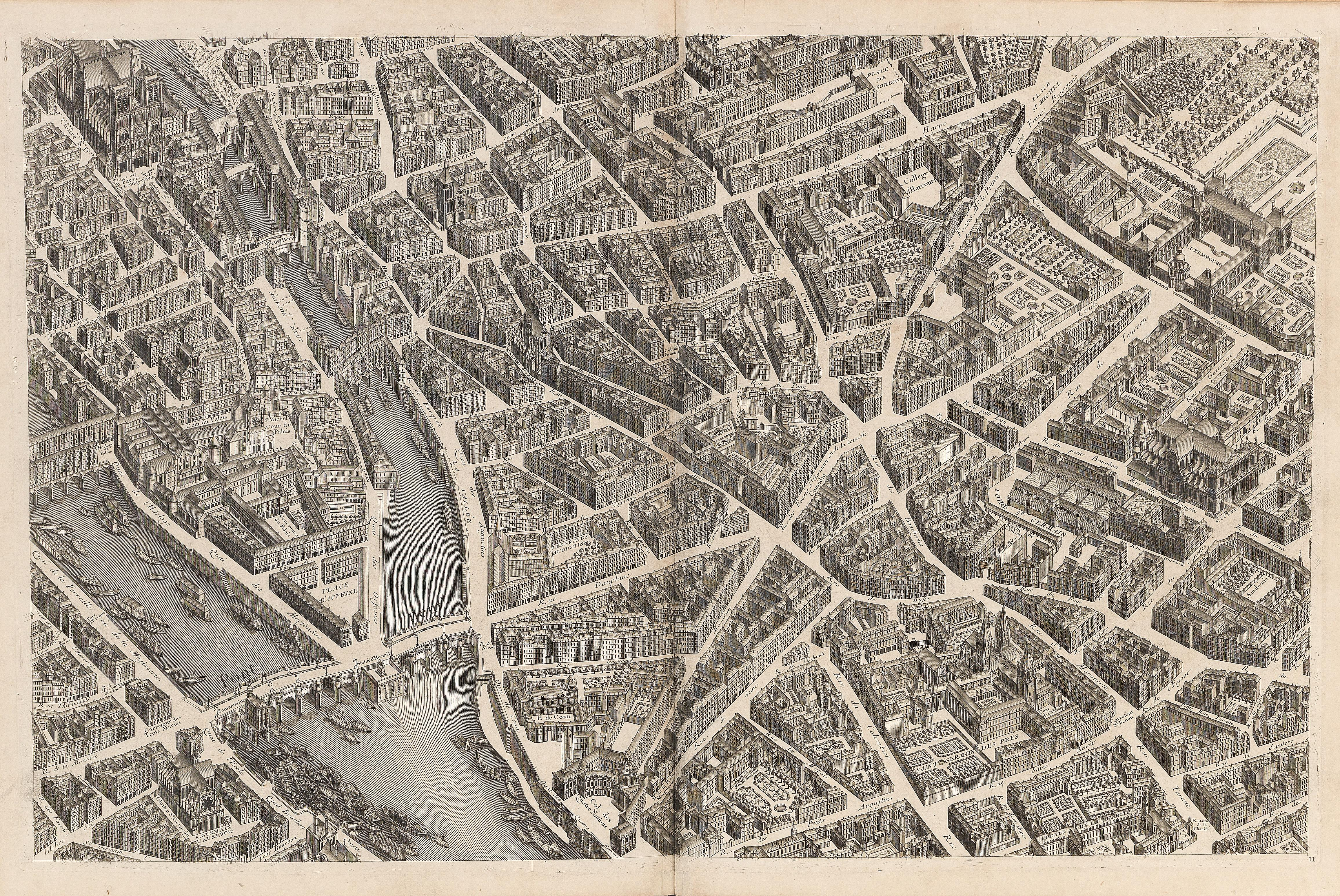
Le plan de Turgot.

## Biographie
Michel Étienne est le fils de Jacques-Étienne Turgot de Sousmont (1670-1722), maître des requêtes, intendant en Lorraine, et de Marie-Claude Le Peletier de Sousy (1671-1711). Entré dans la magistrature du Parlement de Paris en 1711, il devient président à la deuxième chambre des enquêtes en 1717.
Le 14 juillet 1729, Louis XV le nomme prévôt des marchands de Paris. Le choix doit être ratifié par les échevins et, au moment du vote, ils déposent, comme de coutume, un bulletin conforme à la décision royale. Lors de son élection, il refuse le don coutumier de quarante mille livres destiné à rembourser ses frais. Il est réélu jusqu'au 16 août 1740, où il est remplacé par Félix Aubry de Vatan.
Si la municipalité parisienne est soumise aux rois de France, elle peut néanmoins œuvrer au quotidien pour améliorer la voirie, embellir et approvisionner la ville. À ce titre, Turgot est responsable de l’approvisionnement de la ville, des travaux publics, de l’assiette des impôts et du commerce fluvial.
On accorde à Turgot – l’exigeant Voltaire le premier – une gestion dynamique et saine des finances de Paris et plusieurs réalisations heureuses :
- en 1737, la couverture du Grand Égout collecteur de la rive droite ;
- l’aménagement du quai de l’Horloge (île de la Cité) ;
- la fontaine des Quatre-Saisons de la rue de Grenelle sculptée par Edmé Bouchardon en 1739-1745 ;
- l’estacade sur la pointe orientale de l’île Louviers afin de dévier les glaces charriées par la Seine.

Turgot nomme en outre Pierre Nicolas Bonamy à la charge d’historiographe de la ville et, en mars 1735, l’abbé Jean Delagrive à celle de géographe ordinaire de la ville. Ce dernier vient d’exposer le projet d’un cadastre urbain de Paris qui est réalisé entre 1746 et 1754. En juillet 1737, Turgot fait acheter par la municipalité le plan dit de la « Tapisserie » (plan en élévation de 1570). Le nouvel édile s’intéresse autant à la connaissance ancienne de Paris qu’au sort de ses administrés. Cependant, son nom reste essentiellement attaché au plan en perspective cavalière dit Plan de Turgot dont il commande le dessin à Louis Bretez.
Nommé conseiller d'État par semestre en 1737, il passe ordinaire en 1744. En 1741, il devient président au Grand Conseil. L’Académie des inscriptions et belles-lettres l’admet, en 1743, au nombre de ses membres honoraires, en remplacement du cardinal de Fleury.
Michel-Étienne Turgot épouse en 1718 Madeleine-Françoise Martineau de Brétignolles (1698-1764) fille de Pierre Guillaume Martineau et Madeleine Françoise de Montault.
Ils ont trois fils :
- Michel Jacques Turgot (1719-1773), marquis de Sousmont, maître des requêtes, président à mortier, qui épousa en 1751 Gabrielle-Élisabeth Galland, sans postérité ;
- Étienne-François Turgot (1721-1789), dernier seigneur de Brucourt, chevalier de Malte, gouverneur de Guyane, qui épouse Marguerite Capon, dont postérité ;
- Anne Robert Jacques Turgot (1727-1781), baron de l'Aune, dit également l'abbé de Brucourt, homme politique et économiste français, ministre de Louis XVI, décédé sans alliance.

Et une fille :
- Françoise Hélène Etiennette Turgot, née en 1729, qui épouse en 1757 Paul-Hippolyte de Beauvilliers, duc de Saint-Aignan (1684-1776), veuf de Marie-Anne de Montlezun.

Michel-Étienne et Anne Robert Jacques Turgot sont tous deux enterrés dans la chapelle de l'hôpital des Incurables (Laennec) à Paris.